# The Masterplan
《The Masterplan》은 영국의 록 밴드 오아시스의 첫 번째 컴필레이션 음반이다. 1998년 11월 2일, 크리에이션 레코드에 의해 발매되었으며, 이는 밴드가 레이블을 통해 최종 발매한 것이다. 이 음반에는 B-사이드에 포함되어 있으며, 그 전까지는 음반에 수록된 적이 없다. 원래 미국과 일본과 같은 지역에서만 발매될 예정이었던 《The Masterplan》은 이전에 비싼 유럽 수입 싱글에서만 사용할 수 있었던 영국에서 2위, 미국에서 51위를 차지했다. 그러나 전 세계의 다양한 차트에서 상위 20위에 올랐고, 300만 장이 판매되었다. 그 이후로 영국에서 트리플 플래티넘 인증을 받았다. 이 음반의 네 곡은 2006년 컴필레이션 음반인 《Stop the Clocks》에 수록되어 있다.

## 평가
| 전문가 평가                   | 전문가 평가                 |
| 평가 점수                     | 평가 점수                   |
| 출처                          | 점수                        |
| ----------------------------- | --------------------------- |
| AllMusic                      | [ 3 ]                       |
| Chicago Sun-Times             | [ 4 ]                       |
| Encyclopedia of Popular Music | [ 5 ]                       |
| Entertainment Weekly          | B−                          |
| Los Angeles Times             | [ 7 ]                       |
| NME                           | 9/10                        |
| Pitchfork                     | 3.7/10 (2000) 8.0/10 (2023) |
| Q                             | [ 11 ]                      |
| Rolling Stone                 | [ 12 ]                      |
| Spin                          | [ 13 ]                      |

《The Masterplan》은 발매와 동시에 음악 비평가들로부터 엇갈린 평가를 받았다. 《롤링 스톤》에서 리뷰를 하면서 바니 호스킨즈는 〈Half the World Away〉와 〈Headshrinker〉를 제외하고, 이 컬렉션이 상상력이 없는 노래들을 포함하고 있다고 비판했다. 비슷하게, 《엔터테인먼트 위클리》의 매트 다이얼은 이 컴필레이션을 "틀림없이 일관성이 없다"고 생각했고, 비틀즈의 영향력을 지속적으로 사용하는 것을 더 비판했다. 반면 《로스앤젤레스 타임스》의 로버트 힐번은 "사실상 《The Masterplan》의 모든 곡들은 오아시스의 스튜디오 음반 중 하나에 자리를 잡을 자격이 있을 만큼 충분히 매력적이며, 그룹 최고의 순간들을 가진 최고의 순위이다"라고 썼다. 《NME》의 제임스 올덤은 비슷한 감정을 표현했고, 그 컬렉션의 많은 B-사이드가 그들이 지지하는 A-사이드보다 낫다는 것을 발견했다. 그는 그 컬렉션이 전반적으로 밴드의 "세 번째 최고의 음반"이라고 생각하면서, 그 그룹의 영향을 더 많이 보여준다고 계속한다. 2000년의 컴필레이션을 검토하면서 《피치포크》의 마이클 샌들린은 이 음반에 대해 좋지 않은 리뷰를 했다. 그는 〈Fade Away〉와 〈Headshrinker〉라는 이름의 일부 트랙이 스튜디오 음반의 일부 트랙보다 낫지만, 컬렉션 전체에는 "일부 테이크아웃은 정당한 이유로 처음에 폐기된다"고 말하면서 전반적으로 잊을 수 없는 아웃테이크가 포함되어 있다는 것을 발견했다.
돌이켜보면, 《The Masterplan》은 긍정적인 평가를 받았고, 많은 사람들이 오아시스의 최고 중 하나라고 생각한다. 2008년, 《스핀》의 데이비드 마르쉐는 《The Masterplan》을 "돌아다니는 서사시, 팝 록 과자, 그리고 박치기 하드 로커"를 특징으로 하는 "최고의 히트곡" 컬렉션이라고 칭찬했다. 올뮤직에 기고한 스티븐 토마스 얼와인은 《The Masterplan》에 대해 "슬루지한 기악곡인 〈The Swamp Song〉을 제외하고는, 이곳에는 약한 트랙이 없으며, 눈부신 순간들은 오아시스 팬들뿐만 아니라, 브릿팝이나 포스트 그런지의 로큰롤의 일상적인 추종자들에게도 필수적이다"라고 말하며 엄청난 찬사를 보냈다. 2018년 컬렉션 20주년 전날, 《스테레오검》의 이언 킹도 《The Masterplan》을 칭찬했다. 그도 마찬가지로 컬렉션의 약점을 〈The Swamp Song〉에서 찾았지만, 컬렉션에는 밴드의 최고 곡이 많이 포함되어 있다고 썼다. 밴드가 발매된 후 인사이동을 특징으로 하기 때문에, 킹은 이 음반을 "밴드가 꿈꾸는 마지막 피난처, 과거를 오르는 것, 맨체스터, 브릿팝, 그리고 모든 것"이라고 생각한다. 2017년, 《NME》의 헨리 예이츠는 《The Masterplan》을 오아시스의 세 번째 베스트 음반으로 선정하면서 "98년에 이 컴필레이션이 도착했을 때 노엘이 훌륭한 세 번째 음반을 위해 이 트랙들을 보유하지 않았다는 것에 대한 이마를 찢는 좌절감으로 가득 찼다"라고 썼다.

## 유산
2023년, 《The Masterplan》은 재발행으로 25주년을 맞이했고, 영국 음반 차트에서 2위로 정점을 찍었다. 이후 2023년, 음반의 두 곡인 〈The Masterplan〉과 〈Going Nowhere〉가 노엘 갤러거스 하이 플라잉 버즈에 의해 애비 로드 스튜디오에서 재녹음되었다.

## 곡 목록
모든 곡들은 특별한 언급이 없는 한 노엘 갤러거에 의해 작사/작곡하였다.
| #   | 제목                       | 작사·작곡               | 싱글                                  | 재생 시간 |
| --- | -------------------------- | ----------------------- | ------------------------------------- | --------- |
| 1.  | 〈Acquiesce〉              |                         | 〈Some Might Say〉 (1995년)           | 4:25      |
| 2.  | 〈Underneath the Sky〉     |                         | 〈Don't Look Back in Anger〉 (1995년) | 3:21      |
| 3.  | 〈Talk Tonight〉           |                         | 〈Some Might Say〉                    | 4:21      |
| 4.  | 〈Going Nowhere〉          |                         | 〈Stand by Me〉 (1997년)              | 4:39      |
| 5.  | 〈Fade Away〉              |                         | 〈Cigarettes & Alcohol〉 (1994년)     | 4:13      |
| 6.  | 〈The Swamp Song〉         |                         | 〈Wonderwall〉 (1995년)               | 4:19      |
| 7.  | 〈I Am the Walrus (Live)〉 | 존 레논, 폴 매카트니    | 〈Cigarettes & Alcohol〉              | 6:25      |
| 8.  | 〈Listen Up〉              |                         | 〈Cigarettes & Alcohol〉              | 6:21      |
| 9.  | 〈Rockin' Chair〉          | 갤러거, 크리스 그리피스 | 〈Roll with It〉 (1995년)             | 4:35      |
| 10. | 〈Half the World Away〉    |                         | 〈Whatever〉 (1995년)                 | 4:35      |
| 11. | 〈(It's Good) To Be Free〉 |                         | 〈Whatever〉                          | 4:18      |
| 12. | 〈Stay Young〉             |                         | 〈D'You Know What I Mean?〉 (1997년)  | 5:05      |
| 13. | 〈Headshrinker〉           |                         | 〈Some Might Say〉                    | 4:38      |
| 14. | 〈The Masterplan〉         |                         | 〈Wonderwall〉                        | 5:23      |